# 구산중앙로
구산중앙로(Gusanjungang-ro)는 경상남도 창원시 마산합포구 현동 분기점과 구산면 심리 교차로를 잇는 도로이다.

## 연혁
- 2019년 9월 1일 : 거제 ~ 마산간 도로(창원시 마산합포구 구산면 난포리 ~ 석곡리) 5.1 km 구간 신설 개통[1]
- 2020년 1월 2일 : 거제 ~ 마산간 도로 개통으로 인해 기존 창원시 마산합포구 구산면 심리 ~ 수정리 8.1 km 구간 폐지[2]
- 2020년 2월 27일 : 구산중앙로로 명명
- 2020년 8월 13일 : 거제 ~ 마산간 도로 2공구(창원시 마산합포구 구산면 심리 ~ 난포리) 3.8km 구간 신설 개통[3]
- 2020년 9월 29일 : 거제 ~ 마산간 도로 3공구(창원시 마산합포구 구산면 석곡리 ~ 마산합포구 현동) 1.9km 구간 신설 개통[4] 및 기존 창원시 마산합포구 구산면 수정리 ~ 마산합포구 덕동동 3.7km 구간 폐지[5]
- 2021년 2월 4일 : 거제 ~ 마산간 도로 3공구(창원시 마산합포구 현동) 2.1km 구간 신설 개통[6], 기존 창원시 마산합포구 덕동동 ~ 우산동 2.8km 구간 폐지[7]

## 주요 경유지
경상남도
- 창원시 마산합포구 (현동 . 구산면)

## 노선
전 구간 국도 제5호선에 속하므로 이에 대한 별도 표기는 생략한다.
| 이름                   | 접속 노선                              | 소재지 | 소재지     | 소재지 | 비고                                    |
| ---------------------- | -------------------------------------- | ------ | ---------- | ------ | --------------------------------------- |
| 현동 분기점            | 국도 제2호선 국도 제5호선 (남해안대로) | 창원시 | 마산합포구 | 현동   |                                         |
| 현동2터널              |                                        | 창원시 | 마산합포구 | 현동   | 연장 269m                               |
| 현동교                 |                                        | 창원시 | 마산합포구 | 현동   |                                         |
| 현동1터널              |                                        | 창원시 | 마산합포구 | 현동   | 연장 283m                               |
| 유산 교차로            | 유산군령로                             | 창원시 | 마산합포구 | 현동   |                                         |
| 유산터널               |                                        | 창원시 | 마산합포구 | 구산면 | 구산 방면 연장 419m 현동 방면 연장 429m |
| 석곡 교차로            | 지방도 제1002호선 (석곡로)             | 창원시 | 마산합포구 | 구산면 |                                         |
| 석곡터널               |                                        | 창원시 | 마산합포구 | 구산면 | 구산 방면 연장 359m 현동 방면 연장 379m |
| 내포2터널              |                                        | 창원시 | 마산합포구 | 구산면 | 구산 방면 연장 634m 현동 방면 연장609m  |
| 내포1터널              |                                        | 창원시 | 마산합포구 | 구산면 | 구산 방면 연장 597m 현동 방면 연장 612m |
| 내포교                 |                                        | 창원시 | 마산합포구 | 구산면 |                                         |
| 내포 교차로            | 지방도 제1002호선 (구산로)             | 창원시 | 마산합포구 | 구산면 |                                         |
| 난포 교차로 (난포IC교) | 로봇랜드로                             | 창원시 | 마산합포구 | 구산면 |                                         |
| 용호터널               |                                        | 창원시 | 마산합포구 | 구산면 | 연장 146m                               |
| 용호 교차로 (용호IC교) | 용호로                                 | 창원시 | 마산합포구 | 구산면 |                                         |
| 심리터널               |                                        | 창원시 | 마산합포구 | 구산면 | 연장 690m                               |
| 심리 교차로            | 이순신로                               | 창원시 | 마산합포구 | 구산면 |                                         |